# Somewhere (filme)
Somewhere (bra: Um Lugar Qualquer; prt: Somewhere - Algures) é um filme independente de comédia dramática norte-americano de 2010 escrito e dirigido por Sofia Coppola, e estrelado por Stephen Dorff e Elle Fanning. O filme segue a história de Johnny Marco, um ator que recentemente alcançou a fama, enquanto recupera-se de uma pequena lesão no Hotel Chateau Marmont, um conhecido retiro de Hollywood. Apesar do dinheiro e sucesso profissional, ele está em uma crise existencial e sente pouca emoção durante sua vida diária. Quando sua ex-mulher sofre um colapso nervoso, ela deixa sua filha de onze anos, Cleo, aos cuidados dele. Eles passam um tempo juntos e sua presença ajuda Marco a amadurecer e aceitar sua responsabilidade. O filme explora o tédio entre as estrelas de cinema de Hollywood, as relações entre pai e filha e oferece uma comédia oblíqua da indústria do entretenimento.
Somewhere estreou no Festival de Veneza, vencendo o Leão de Ouro de melhor filme. A opinião crítica foi levemente positiva. Os revisores elogiaram a paciência do estilo visual do filme e sua empatia por alguns personagens, mas alguns acharam muito repetitivo dos temas nos trabalhos anteriores de Coppola, ou não simpatizavam com o protagonista por causa de seu relativo sucesso. O filme foi lançado no Reino Unido e na Irlanda no dia 10 de dezembro de 2010 e nos Estados Unidos em 22 de dezembro.

## Sinopse
Quando o filme abre, uma Ferrari preta circula em uma pista de corrida no deserto, com o motor rugindo dentro e fora da cena. Quando acaba, Johnny Marco (Stephen Dorff) sai. Marco é um ator de Hollywood que, apesar de sua recente ascensão à fama, não sente muito sentido em sua vida cotidiana. Ele reside no Chateau Marmont, em Los Angeles, de onde cumpre várias obrigações de publicidade para seu novo filme: ele é fotografado com sua co-estrela (Michelle Monaghan), dá entrevistas à imprensa e participa de uma cerimônia de premiação na Itália. Apesar de beber e socializar ocasionalmente com Sammy (Chris Pontius), um ator e amigo de infância, Marco passa muito tempo sozinho, dirigindo sua Ferrari, bebendo cerveja, tomando pílulas e fazendo sexo casual com várias mulheres. Por duas vezes ele tem gêmeas dançarinas (Kristina e Karissa Shannon) montando seus equipamentos e se apresentando em seu quarto enquanto fazem pole dance, na primeira vez que adormece e a segunda rotina é mais calistênica do que erótica.
Ele recebe uma visita inesperada de sua filha de 11 anos, Cleo (Elle Fanning). A estadia dela muda seu estilo de vida pouco no começo, incluindo a satisfação de uma visita noturna, uma mulher loira. Johnny e sua filha passam um tempo juntos em sua suíte de hotel e ele a leva com ele em sua rotina diária e em uma viagem publicitária a Milão (onde é premiado com um " Telegatto", em um show com celebridades locais se apresentando) e através dos preparativos para sua partida para o acampamento de verão. À medida que o tempo juntos cresce, as emoções paternais de Johnny surgem e o forçam a reavaliar sua vida "bem-sucedida". Depois que Cleo sai para o acampamento, Johnny liga para sua ex-mulher e começa a chorar, admitindo sua infelicidade por sua vida vazia. Sua ex-esposa é indiferente à sua dor e recusa o pedido de vir vê-lo. No final, Johnny sai do hotel prometendo não voltar e leva sua Ferrari para o interior. Ele para e sai aleatoriamente, deixando as chaves na ignição e caminha pela estrada sorrindo.

## Elenco
- Stephen Dorff como Johnny Marco
- Elle Fanning como Cleo
- Chris Pontius como Sammy
- Michelle Monaghan como Rebecca
- Simona Ventura como anfitriã do Telegatto
- Kristina Shannon como Bambi
- Karissa Shannon como Cindy

## Temas

### Tédio de celebridades
Os três primeiros filmes de Coppola examinam a autodefinição e o amadurecimento feminino, geralmente em circunstâncias privilegiadas. Lost in Translation (2003) mostra um encontro e uma breve amizade entre dois americanos solitários em um luxuoso hotel de Tóquio; Marie Antoinette (2006), uma cinebiografia estilizada da rainha Maria Antonieta, examinou sua solidão. Somewhere examina temas semelhantes de sucesso e isolamento, mas da perspectiva masculina. O filme explora a reclusão e a depressão de Marco, apesar de seu sucesso profissional externo e da riqueza e fama resultantes. Ele parece sofrer de anedonia, a incapacidade de sentir prazer, mas o próprio filme é reticente em sugerir suas causas. "Ele acredita que não é nada", resumiu o crítico de cinema Roger Ebert, "e parece que ele está correto". A cena de abertura do filme, uma Ferrari circulando uma pista de corrida dentro e fora de uma posição estacionária da câmera, com seu lamento e rugido subindo e descendo, estabelece o tema do tédio. O comprimento da sequência também oferece uma sugestão visual de Coppola para relaxar, observar e reter as expectativas Coppola disse que queria sugerir isso com uma configuração simples de câmera, "para que você fique sozinho com esse cara e não saiba que é um filme. Mas espero que seja um contraste bem-vindo ao estilo da maioria dos filmes lançados. Algo que lhe dá a chance de respirar".
Chateau Marmont, um conhecido retiro para as celebridades de Hollywood, é o cenário do filme e pode ser "um paraíso de fácil realização de desejos ou um purgatório de anomia de celebridade" (A. O. Scott), mas Coppola transmite sutilmente o vazio da situação de Marco sem negar seu apelo. Coppola ficou no hotel e disse: "Eu já vi alguns Johnny Marcos"; em contraste, ao escrever a parte da filha, ela baseou-se em experiências de infância com o pai diretor, Francis Ford Coppola, como participava de festivais de cinema, embora negasse que o filme fosse autobiográfico. Coppola disse que as representações culturais da fama são desequilibradas e, em um momento em que tantos lutam por ela, ela está tentando mostrar um lado diferente.

### Paternidade
Coppola mencionou que o ângulo dos pais foi inspirado pelo nascimento de seu segundo filho. À medida que o filme avança, o relacionamento pai e filha "terno e temporário" vem à tona. Marco tem a guarda alternada parcial de sua filha devido a um casamento fracassado. Ebert especula que ela provavelmente entende melhor os motivos da separação do que ele e se pergunta por que a criança deve sofrer seu hedonismo e "tentativas desapegadas da paternidade". De certa forma, Cleo — tendo crescido dentro da bolha de Hollywood — é mãe do pai, cozinhando para ele e mais consciente do mundo, mas ela também o observa com a adoração de olhos arregalados de uma criança.

### Comédia do show business
Coppola vem de uma família de cineastas e atores, e ela disse que as memórias de infância de morar em hotéis inspiraram parcialmente sua escolha de cenário. Somewhere apresenta um retrato detalhado da vida nessa indústria e traça seus limites existenciais e emocionais. Enquanto sites de fofocas sobre celebridades nos informam da superficialidade de grande parte da "vida das estrelas", o filme de Coppola difere em sua profundidade emocional. Ela queria retratar Marco trabalhando, mas não em um set de filmagem. Em vez disso, ele é mostrado dando entrevistas, sendo fotografado, participando de uma cerimônia de premiação na Itália e usando maquiagem de efeitos especiais. Quando Marco participa do departamento de efeitos especiais, seu rosto está coberto de látex, a câmera então muito lentamente, hipnoticamente, aproxima o zoom. Marco é obrigado a usar seu reconhecimento de "estrela" para ajudar a promover seu novo filme, quando seu publicitário liga, ele se torna passivo e pega o carro com motorista arranjado mecanicamente e fala com a imprensa. Em parte, o humor deriva da resposta moderada de Marco a essas atenções e da observação incomum de Coppola das pessoas ao seu redor. No festival de cinema de Veneza, os críticos destacaram a repetição de personagens em uma existência enclausurada nos filmes de Coppola, aos quais ela respondeu: "sinto que todos deveriam dizer o que sabem no mundo que sabem".

## Produção

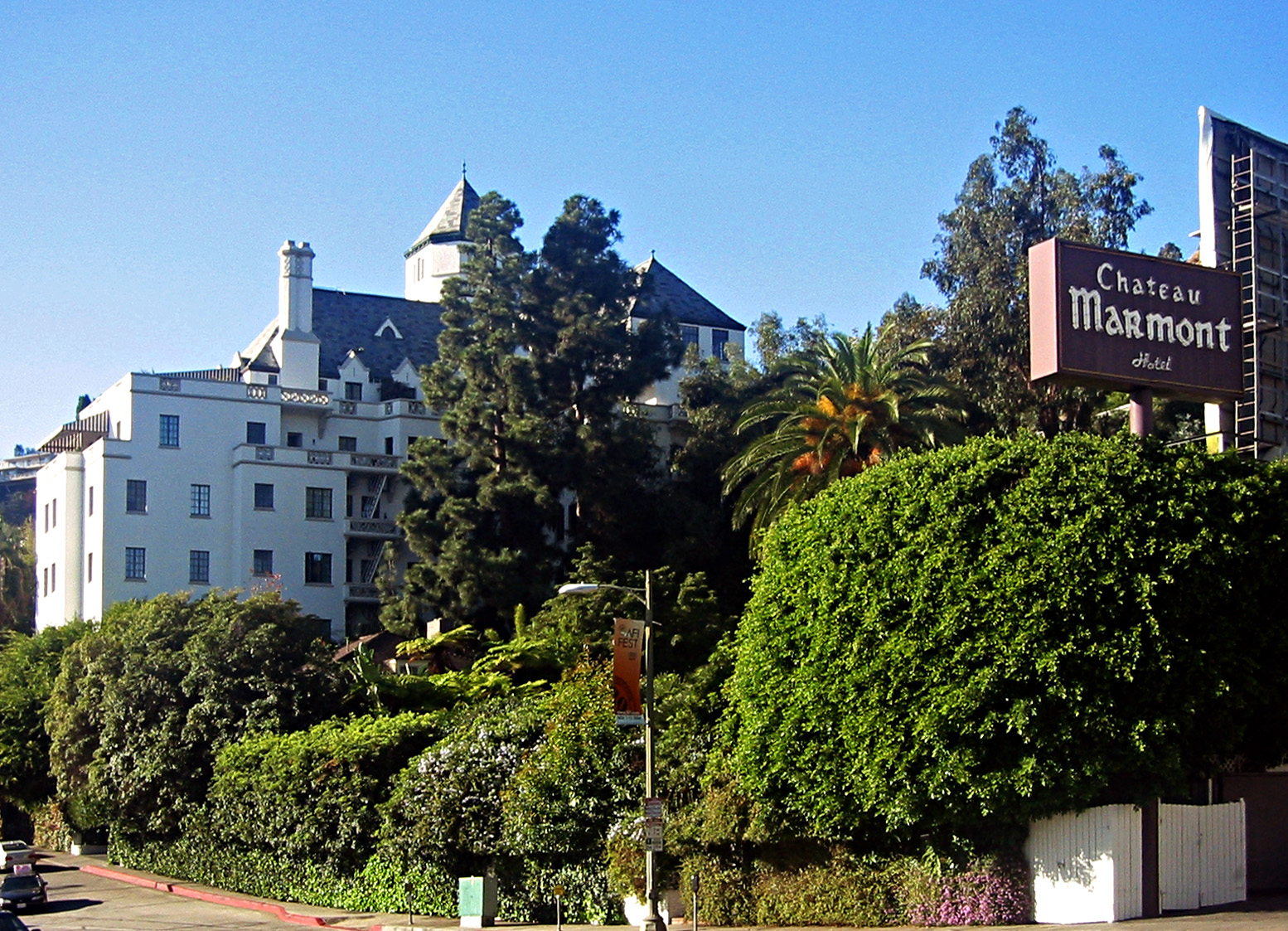
Somewherefoi filmado e filmado no hotel Chateau Marmont, em Los Angeles

Dizem que cenas do filme são inspiradas nas experiências de infância da diretora como filha de Francis Ford Coppola. Ela se lembra de provar todos os sabores de gelato no menu de serviço de quarto de um hotel de Milão, uma viagem à Itália, um passeio de helicóptero e, embora ela tenha dito que havia uma "conexão pessoal" com o filme, ela negou que fosse uma autobiografia. Em vez disso, ela baseou o personagem de Cleo na filha de uma amiga cujos pais trabalham em Hollywood e usou suas próprias experiências para se relacionar com o personagem e adicionar um toque realista. Histórias Extraordinárias de Federico Fellini (1968) também foi apontado como uma influência. Enquanto isso, o foco dos pais no filme se desenvolveu porque Coppola recentemente teve seu segundo filho. Coppola disse que pensou em Dorff para interpretar Marco enquanto escrevia o filme, porque ele tinha uma aura de "ator bad boy", mas também "esse lado realmente doce e sincero".
Coppola queria um visual minimalista para o filme, especialmente após as reações contraditórias a seu filme ricamente fantasiado Marie Antoinette. O efeito geral era ser "doce e genuíno, mas sem ser piegas". Para o estilo visual, ela discutiu os retratos de Hollywood de Bruce Weber e as fotografias de modelos de Helmut Newton no Chateau Marmont, e Jeanne Dielman, 23, quai du commerce, 1080 Bruxelles (1975), um filme de Chantal Akerman sobre a rotina de uma dona de casa belga, com Harris Savides, o diretor de fotografia. Ele disse: "O principal era contar a história de maneira muito simples e deixá-la acontecer em batidas longas e fazer com que o público descobrisse o momento". Coppola usou as lentes que seu pai usara para filmar Rumble Fish (1983), em um esforço para dar ao filme uma aparência mais periódica, embora esteja definido no presente.
Antes do início das filmagens, Dorff, Fanning e Lala Sloatman (que interpreta a ex-mulher de Marco) improvisavam refeições e brigas para entender a dinâmica da família. Dorff também pegou Fanning na escola e eles passaram uma tarde juntos para se relacionar. Dorff ficou no Chateau Marmont durante a filmagem principal, tornando mais fácil chegar ao set e entender o personagem. Coppola também mostrou a Dorff o filme Paper Moon (1973) durante a produção.
As filmagens ocorreram em Los Angeles e na Itália em junho e julho de 2009. Benicio del Toro, Erin Wasson e membros da banda Rooney fizeram participações especiais no filme. Em um artigo do site The New York Times, Coppola discutiu a cena quando Marco visita um estúdio de efeitos especiais. Ela disse que inicialmente não tinha certeza de como abordá-lo, mas Savides fez um zoom longo e lento que captura sua respiração e cria uma sensação de claustrofobia. Apesar de muitas tentativas, Dorff era um "bom esporte", disse ela. O som do telefone tocando foi adicionado por Sarah Flack, a editora, para indicar que Marco foi esquecido.

## Lançamento
Somewhere estreou no 67º Festival Internacional de Cinema de Veneza, em 3 de setembro de 2010, e foi lançado na Itália no mesmo dia. No encerramento do festival (11 de setembro), o júri premiou por unanimidade Somewhere com o Leão de Ouro, o prêmio do festival pelo melhor filme em geral. Quentin Tarantino, presidente do júri, disse que o filme "cresceu e cresceu em nossos corações, em nossas mentes, em nossos afetos" após a primeira exibição. Focus Features distribuiu Somewhere na América do Norte e na maioria dos outros territórios. Pathé lançou o filme na França em 5 de janeiro de 2011, enquanto Tohokushinsha o distribuiu no Japão. Medusa Film tem direitos na Itália. Somewhere foi lançado em 10 de dezembro de 2010 na Irlanda e no Reino Unido e em 22 de dezembro na América do Norte.

## Resposta da crítica
Somewhere recebeu críticas positivas e tem uma pontuação de 70% no Rotten Tomatoes, com base em 189 avaliações com uma pontuação média de 6,57/10. O consenso crítico declara: "Ele cobre um território familiar para Sofia Coppola, mas Somewhere continua sendo uma meditação hipnótica e sedutoramente pensativa sobre a natureza das celebridades, ancorada por encantadoras performances de Stephen Dorff e Elle Fanning". O filme também tem uma pontuação de 67 em 100 no Metacritic, com base em 40 revisões.
A revista Sight & Sound, publicada pelo British Film Institute, descreveu Somewhere como "circulando em círculos" e notou que muitos espectadores "descartariam o filme de Coppola como o lamento dos privilegiados", mas também reconheciam "um retrato delicado de uma filha pré-adolescente ainda amadurecida". Durante o National Board of Review Awards de 2010, Sofia Coppola recebeu o prêmio Special Filmmaking Achievement Award por escrever, dirigir e produzir Somewhere.
Roger Ebert, escrevendo no Chicago Sun-Times, premiou o filme com quatro de quatro estrelas e elogiou os detalhes no retrato de Johnny Marco, dizendo: ""Coppola é uma diretora fascinante. Ela vê, e nós vemos exatamente o que ela vê. Há poucas tentativas aqui para observar uma trama. Toda a atenção está no punhado de personagens, em Johnny". A.O. Scott, no The New York Times, chamou o filme de "requintado, melancólico e formalmente audacioso" e disse: "Não se trata de imitação, mas de domínio, de encontrar — emprestando, se necessário — um vocabulário visual adequado à história e ao seu ambiente. Se você prestar atenção atenção, "Somewhere" mostrará tudo". Peter Bradshaw discordou no
The Guardian, premiando o filme com duas estrelas de cinco. Ele elogiou a técnica cinematográfica, mas disse que o filme se parecia muito com Lost in Translation, carecia de profundidade emocional e que, mesmo na segunda exibição "a questão de por que deveríamos realmente nos importar ou estar interessados permanece tentadoramente sem resposta"; a cena final falhou na solução de problemas emocionais e "realmente é uma das coisas mais idiotas que já vi há muito tempo". Richard Roeper listou Somewhere como um dos dez melhores filmes de 2010.

### Bilheteria
Em seu fim de semana de estreia nos Estados Unidos, o filme estreou em sete cinemas, com US$119,086, com média de US$17,012 por cinema. Em fevereiro de 2011, ele arrecadou US$1,785,645 nos Estados Unidos e US$13,936,909 em todo o mundo. No Reino Unido, Somewhere foi lançado limitadamente em 62 cinemas. O filme ganhou 126,000 libras no primeiro final de semana de 10 de dezembro de 2010. Sua média por tela, 2,026 libras, foi superior às estreias anteriores de filmes pequenos de Coppola, Marie Antoinette (2006) e The Virgin Suicides (1999). No entanto, foi um total menor. Na França, Somewhere ganhou 401,511 euros nas três semanas até 25 de janeiro de 2011.

## Trilha sonora
Phoenix, uma banda de rock francesa, contribuiu com a trilha sonora do filme. Coppola é casado com Thomas Mars, o cantor da banda; ela gostou das músicas "Love Like a Sunset Part I" e "Love Like a Sunset Part II" e solicitou que a banda fizesse músicas semelhantes para o filme. Em 2010, a trilha sonora de Somewhere foi anunciada, mas permanece inédita. Exceto pela música da banda The Strokes durante a cena à beira da piscina, as faixas são diegese. Por exemplo, Cleo patina no gelo com a música de Gwen Stefani e as gêmeas dançam com a música do Foo Fighters.

### Lista de faixas
1. "Love Like a Sunset Part I" – Phoenix
2. "Gandhi Fix" – William Storkson
3. "My Hero" – Foo Fighters
4. "So Lonely" – The Police
5. "1 Thing" – Amerie
6. "20th Century Boy" – T. Rex
7. "Cool" – Gwen Stefani
8. "Che si fa" – Paolo Jannacci
9. "Teddy Bear" – Romulo
10. "Love Theme From Kiss" – Kiss
11. "I'll Try Anything Once" – Julian Casablancas
12. "Look" – Sebastien Tellier
13. "Smoke Gets In Your Eyes" – Bryan Ferry
14. "Massage Music" – William Storkson
15. "Love Like a Sunset Part II" – Phoenix